# Klášterní komplex paulínů (Šaštín-Stráže)
Klášterní komplex Paulínů ve městě Šaštín-Stráže je památkový komplex sakrálních budov tvořený zejména bazilikou Sedmibolestné Panny Marie, budovy paulínského kláštera, Kaplí Sedmibolestné Panny Marie, ke klášteru patřícími hospodářskými stavbami, sousoším na podstavci - Šaštínska pieta, sousoším na trojičním sloupu a přilehlou historickou zelení. Výstavba komplexu je spojena se sochu Panny Marie Sedmibolestné, která byla podle kanonického vyšetření a z příkazu ostřihomského arcibiskupa Imricha Esterházyho 10. listopadu 1732 prohlášena za zázračnou. 2. dubna 1733 přišli do Šaštína zástupci Pavlínů s cílem postavit pro sochu Panny Marie Sedmibolestné poutní chrám a klášter pro jejich řád. 11. června 1991 vláda SR vyhlásila Klášterní komplex Paulínů s poutním chrámem Panny Marie Sedmibolestné za národní kulturní památku. V registru je pod číslem ÚZPF 752.

## Budovy patřící do komplexu

### Bazilika Sedmibolestné Panny Marie
Klášterní náměstí č. 14.
Chrám je postaven v pozdněbarokním slohu. Jeho hrubá stavba byla dokončena roku 1748, autorem fresek je c. k. dvorní malíř, freskař Jean Joseph Chamant a vytvořil je roce 1757. Boční oltáře zdobí obrazy namalované J. L. Kräckerem. Hlavní oltář z červeného mramoru projektoval císařský stavitel F. A. Hildebrandt. Kostel má délku 62 metrů, šířku 23 metrů a výšku 26 metrů. Hlavní loď je vysoká 13 metrů. Věže byly zvýšeny roce 1864 hodonínským stavitelem Josefem Bártou, do té doby byly do výšky střechy.
Slavnostní svěcení chrámu se konala 15. srpna 1764, kdy byla přenesena socha Sedmibolestné Panny Marie na hlavní oltář. Svěcení se zúčastnili nejvyšší představitelé monarchie, císařovna Marie Terezie a její manžel František Štefan Lotrinský.
27. června 1964 povýšil papež Pavel VI. Chrám na Baziliku minor.
15. září 1997 bylo slavnostně otevřeno Mariologické muzeum Slovenské národní svatyně v Šaštíně-Stráže. Otevřel ho kardinál Tomko.

### Kaple Sedmibolestné Panny Marie
Klášterní náměstí č. 18.
Kaple má trojúhelníkový půdorys, postavili ji v roce 1654, stojí na severovýchodní straně bočního průčelí baziliky v místě vyslechnuté modlitby Angely Bakičové. Byla v ní původně umístěna milostivá socha Piety. Pietu na hlavní oltář baziliky přenesli v roce 1764.

### Pavlínsky klášter
Klášterní náměstí č. 18.
Pozdněbarokní komplex kláštera, spojený s bazilikou, byl postaven v letech 1733-1786.

### Hospodářská budova
Klášterní náměstí č. 14.
Je postavena do tvaru C. Stavba probíhala ve stejném období jako stavba samotného kláštera. Ukončena byla roku 1764 a je také v pozdně barokním slohu.

## Sloup se sousoším Nejsvětější Trojice
Klášterní náměstí
Sloup se sousoším Nejsvětější Trojice je prací trnavského kamenického mistra Josefa Habenichta který ji roce 1821 postavil na Klášterním náměstí.

## Šaštínska Pieta
Klášterní náměstí
Sousoší Panny Marie s Kristem v náručí na podstavci. Nachází se v parku, severně od fasády baziliky. Pochází z roku 1883, je v slohu lidového klasicismu.

## Historická zeleň
V okolí komplexu je park, jehož sadová úprava pochází z konce 19. století.

## Historie
- 1564- Angelika Bakičová, manželka hraběte Imricha krickova, majitele Šaštinského panství dala zhotovit sochu Sedmibolestné Panny Marie z díků za slyšení proseb. Později byla postavena pro sochu trojhranná kaple, stojící na původním místě dodnes.
- 1654 - během Tureckých válek je socha přemístěna do czoborovského zámku do kaple sv. Imricha.
- 1710 - po ústupu tureckých vojsk je vrácena na původní místo, aby se k ní mohli scházet věřící z okolí.
- 1732 - socha je 10. listopadu prohlášena za svatou. Toto se událo po kanonickém vyšetření, ke kterému dal příkaz ostřihomský arcibiskup Imrich Esterházy a je dána do opatrování Šaštinskému faráři - děkanovi Janu Schön.
- 1733 - do Šaštín přišli 2. dubna Paulíni, poté co si provinciál jejich řádu František Rosa vymohl, aby socha přešla pod jejich péči. Zavázali se postavit poutní chrám a klášter. Najat na to byl císařský architekt Ján Damiáni, chtěl ho poastavit nad místem původní kaple, kde však bylo mokré podloží. Na základy nestačily ani 8 stop dlouhé dřevěné piloty, na které se měli postavit základy pod kamennou stavbu. Nakonec bylo přistoupeno k návrhu na umístění a řešení stavby od rodáka z Trnavy Matěje Vépyho.
- 1736 - po tříletých přípravách a sporech o návrzích se 10. července uskutečnilo posvěcení základního kamene
- 1748 - ukončení hrubé stavby v pozdněbarokním slohu a zastřešení.
- 1751 - zastřešení kláštera
- 1757 - vyzdobení chrámu freskami na stropě a nad bočními oltáři, které namaloval Jean Joseph Chamant. Obrazy na bočních oltářích namaloval J. L. Kracker
- 1760 - pokračování ve vnitřní výzdobě podle návrhu císařského stavitele Františka Antonína Hildebranta. Podle jeho návrhů jsou postaveny i hlavní oltář, na stavbu kterého byl použit červený mramor a také průčelí chrámu.
- 1762 - slavnostní svěcení chrámu se konalo 12. srpna za účasti ostřihomského arcibiskupa Barkóczyho, císařského manželského páru Marie Terezie a Františka Lotrinského, velkého počtu duchovních a poutníků. Následně byla 15. srpna slavnostně přenesena socha Panny Marie na hlavní oltář.
- 1786 - zrušení Řádu Paulínů císařem Josefem II., po kterém chrám přechází do správy šaštinského faráře Jakuba Schneidera
- 1924 – 8. září přišli do kláštera saleziáni, kteří v něm zřídili Výchovný ústav pro kněze. Také provedli náročnou obnovu objektu.
- 1926 – 31. října jsou posvěcené čtyři nové zvony
- 1928 - posvěcení velkého národního zvonu Sedmibolestné, jehož hmotnost je 4.745 kg.
- 1950 - vyhnání Saleziánskeho řádu z kláštera, ve kterém byly z větší části zřízeny sklady
- 1964 – 27. června je chrám povýšen papežem Pavlem VI. na Baziliku minor
- 1990 - koncem února se vracejí do kláštera Saleziáni, což se událo, s malou přestávkou v letech 1968 - 70, po čtyřiceti letech od jejich vyhnání komunistickým režimem
- 1991 - začíná se pracovat na obnově celého komplexu, který je 11. června prohlášen za národní kulturní památku. Také 1. prosince začíná fungovat Gymnázium Dona Boska
- 1995 – papež Jan Pavel II. během své druhé pastorační návštěvy Slovenska navštěvuje 1. července Baziliku

## Galerie

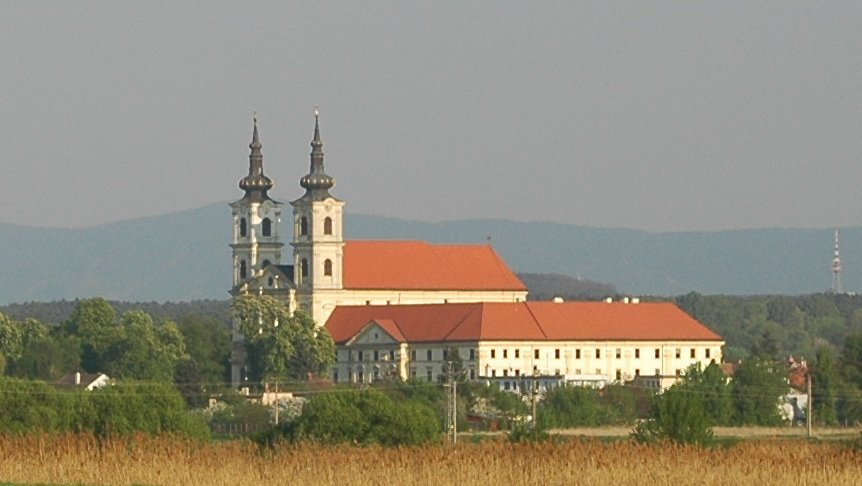
Pohled zo severozápadu
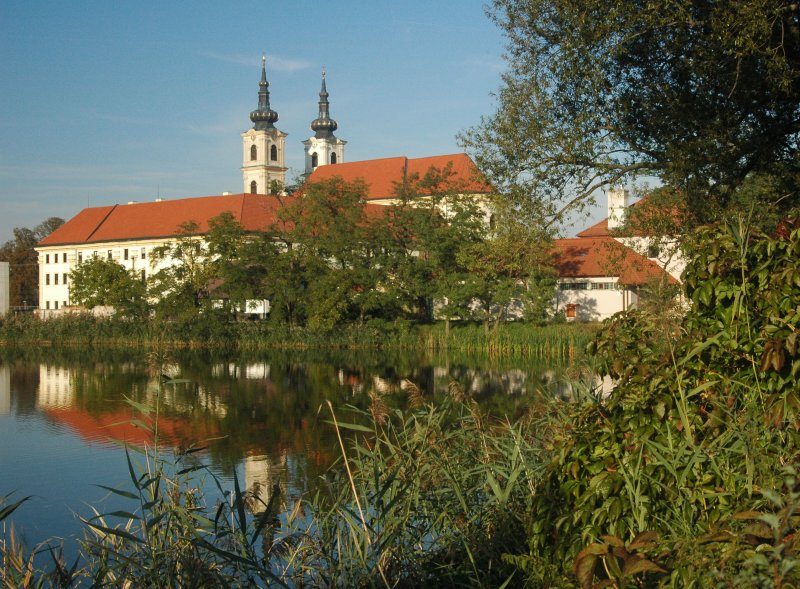
Pohled z juhozápadu
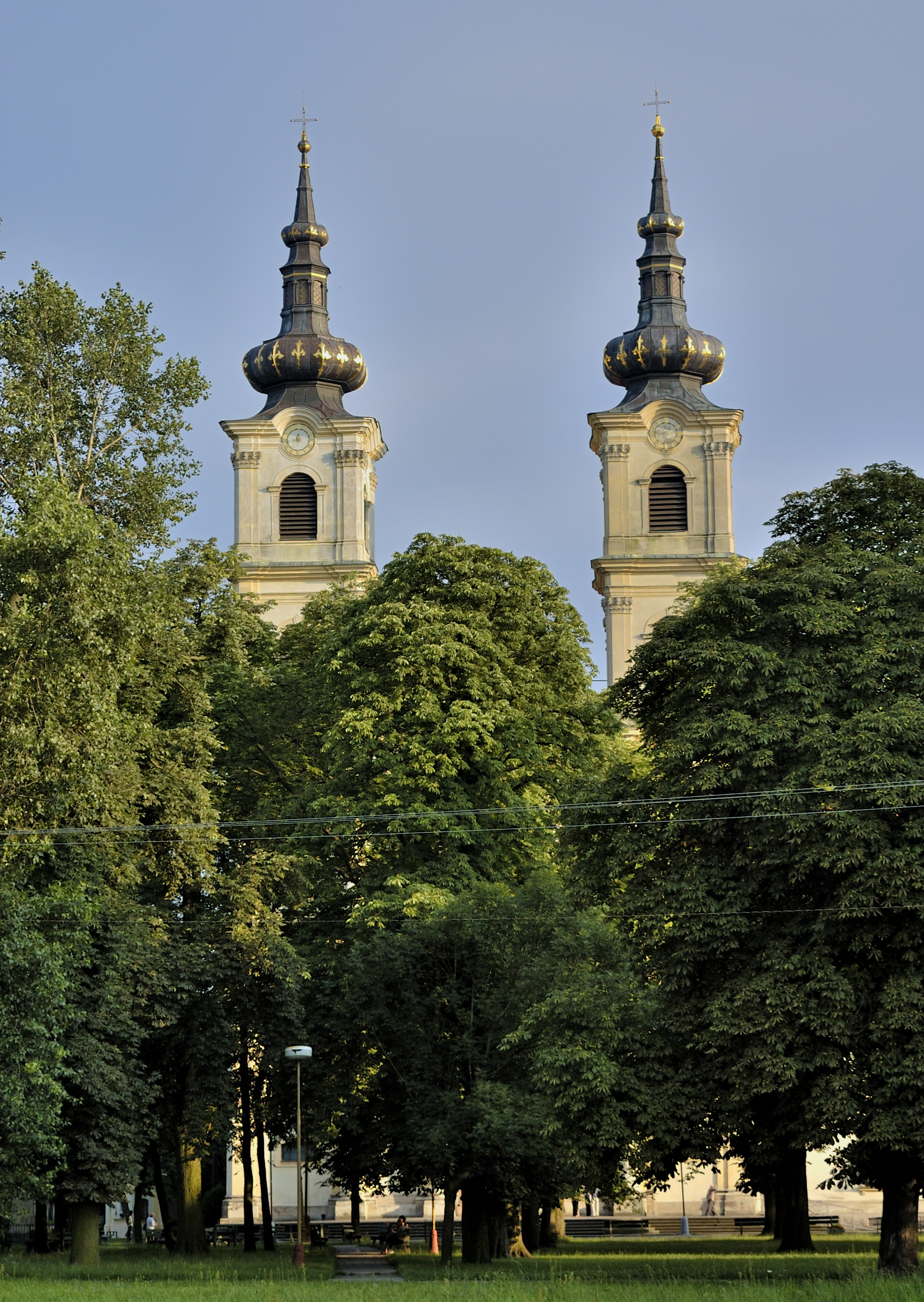
Pohled na veže Baziliky zo severu
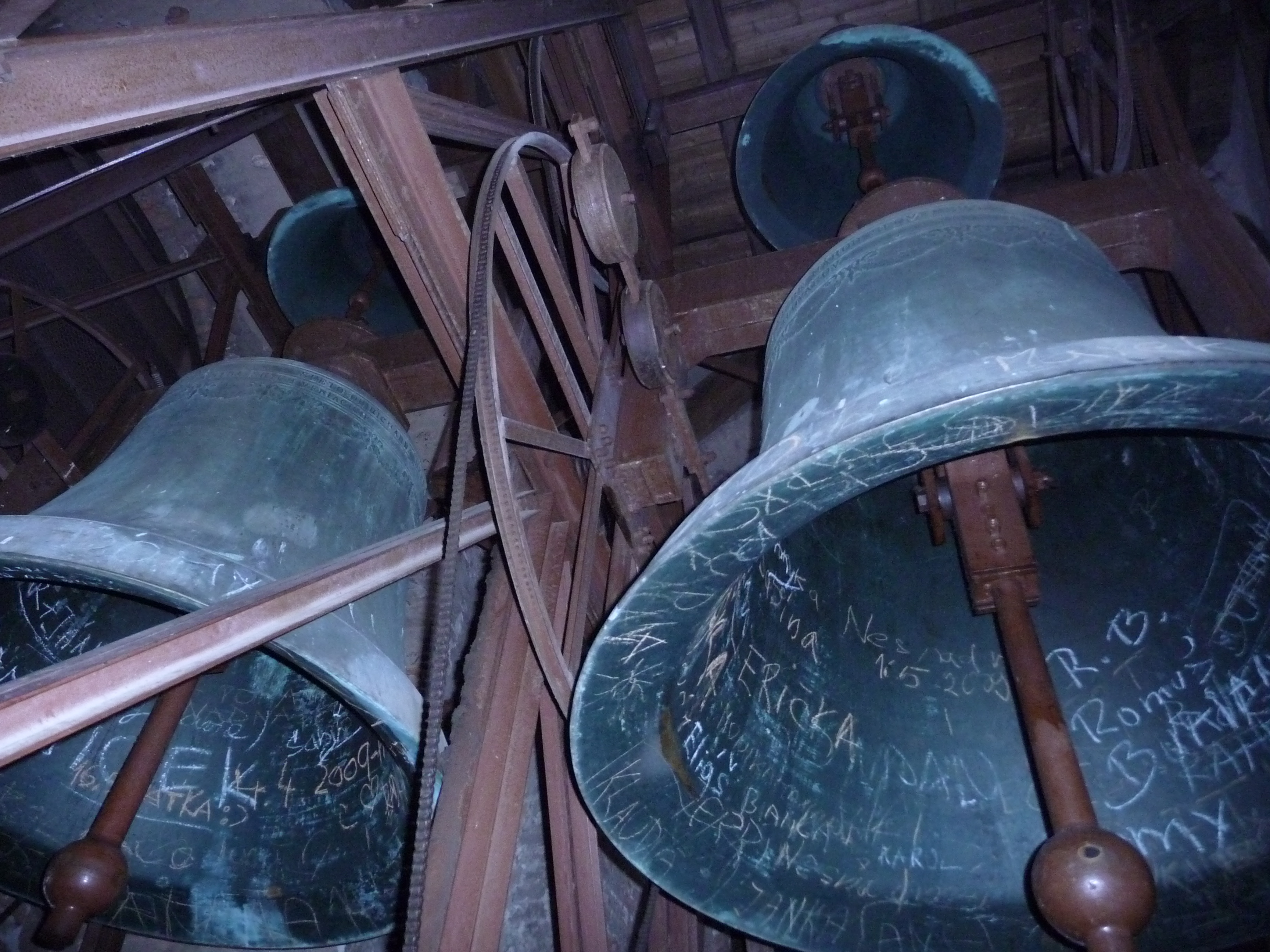
Zvony v západní věži
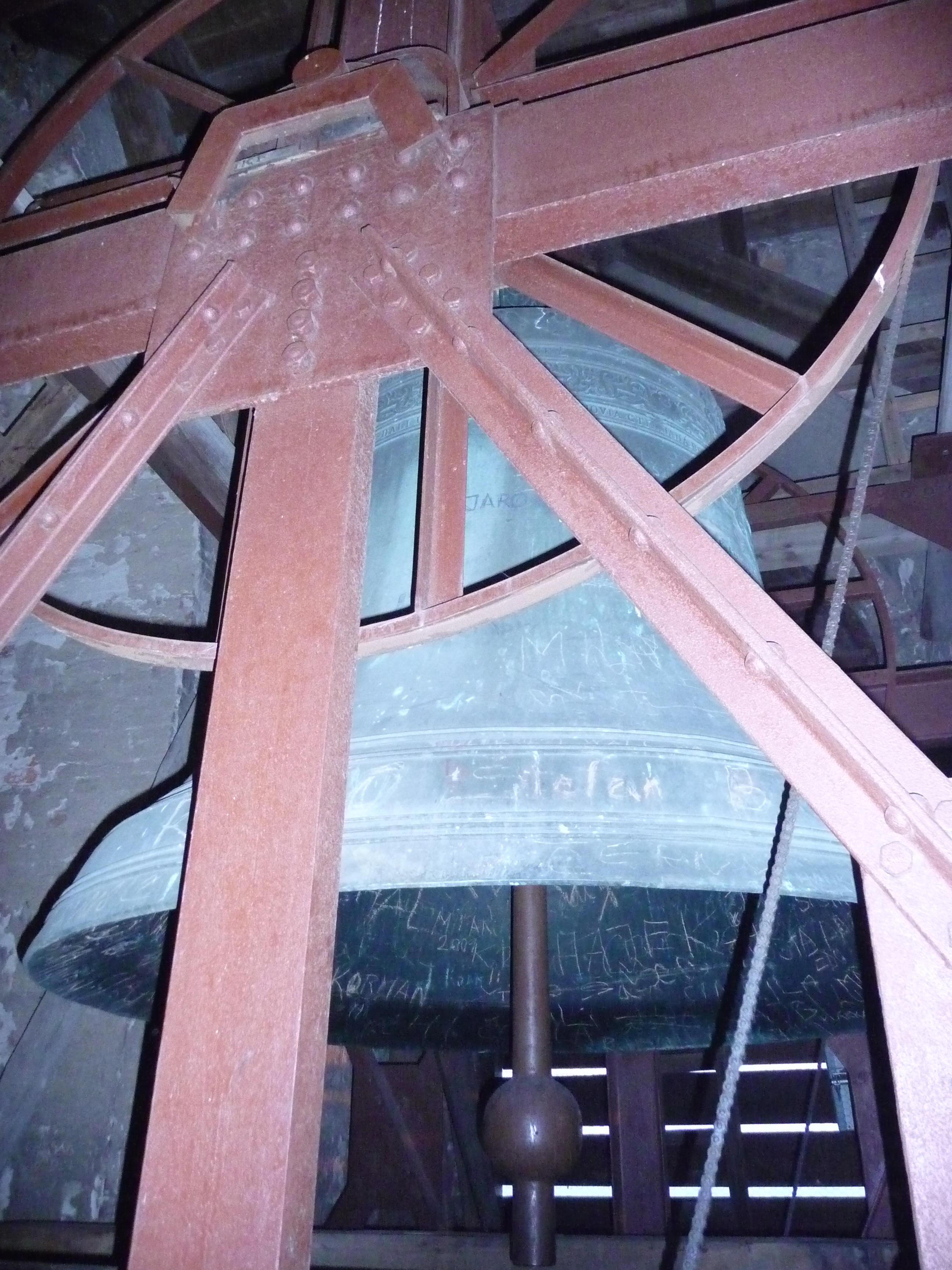
Národní zvon
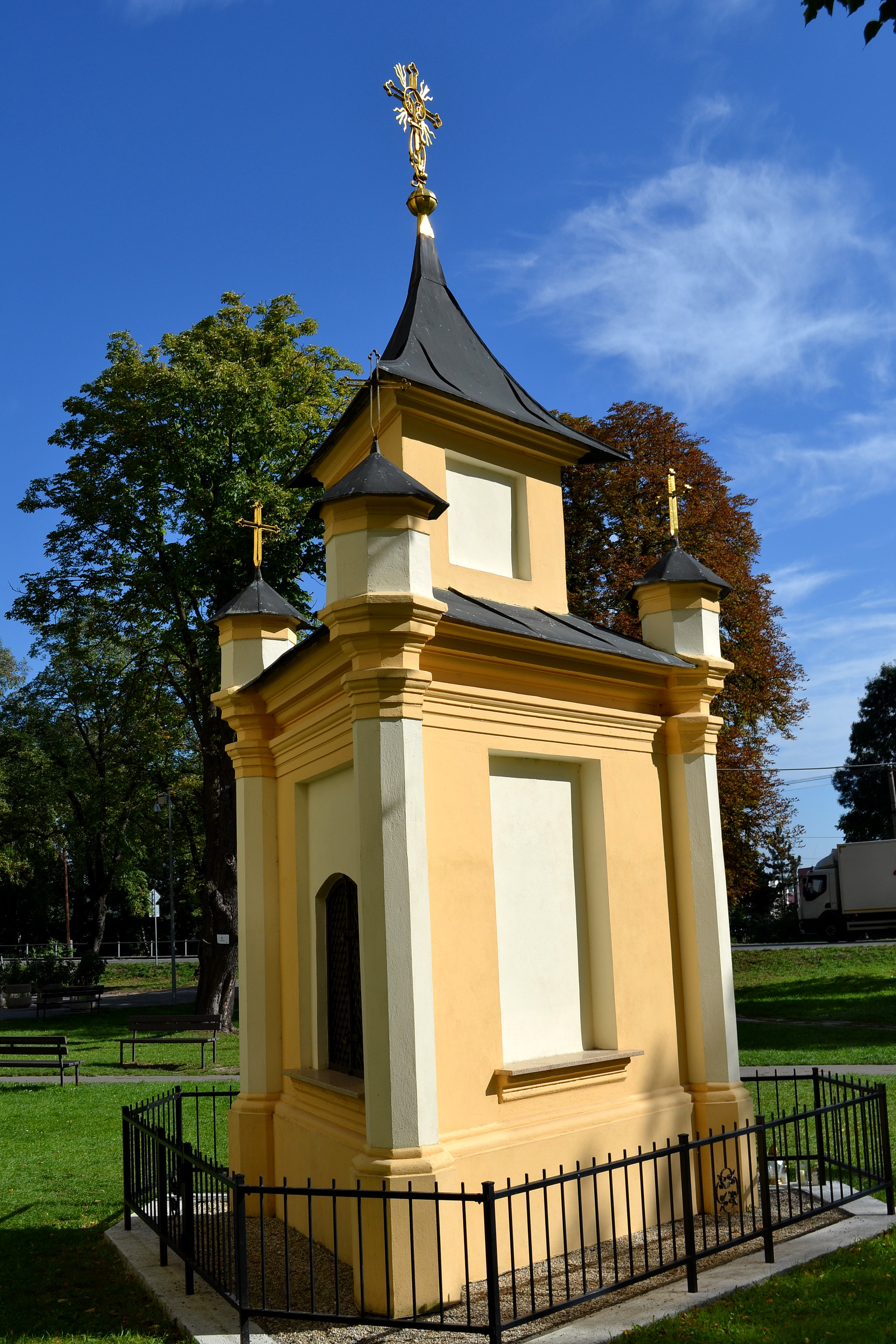
Původní trojboká kaple
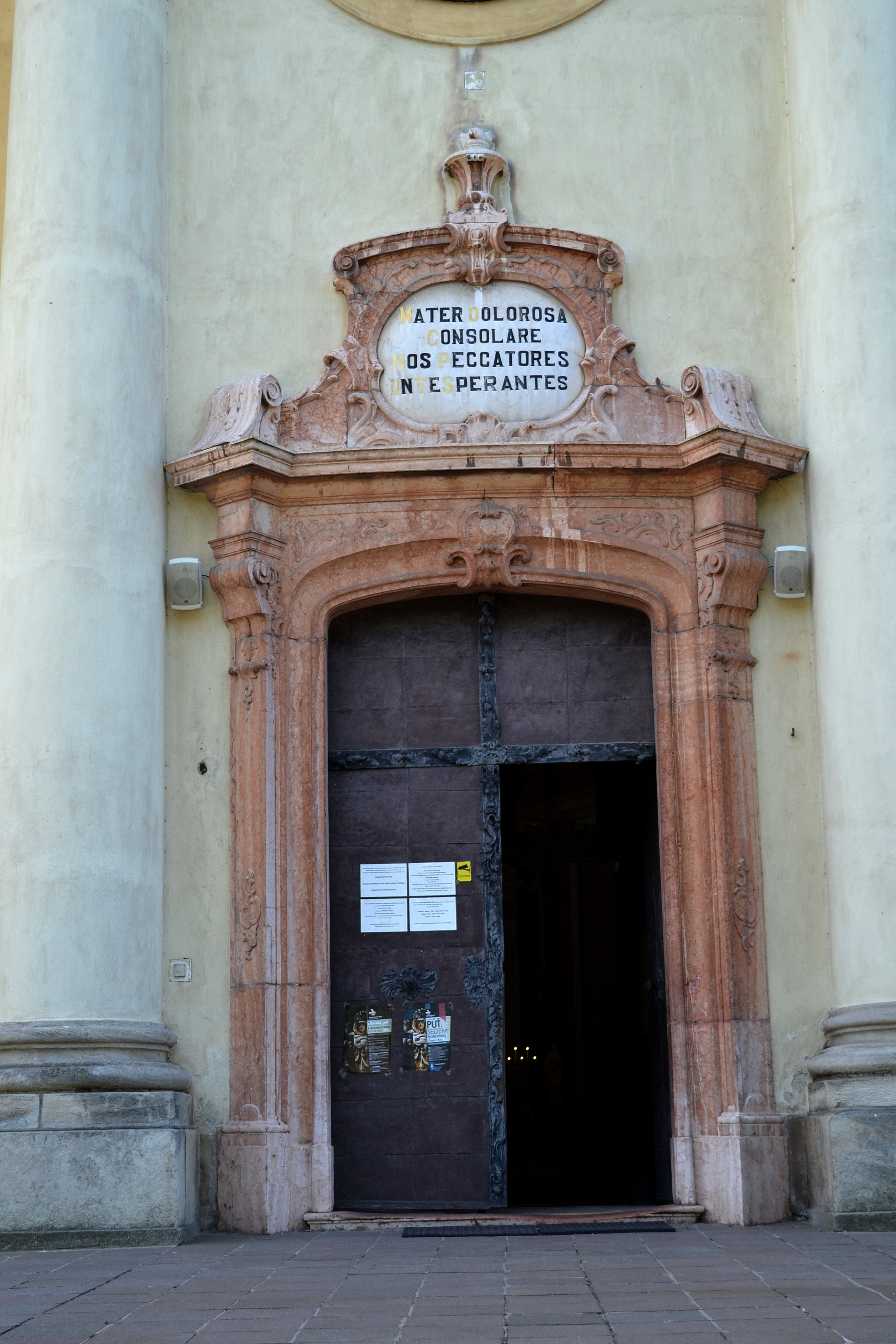
Hlavní portál
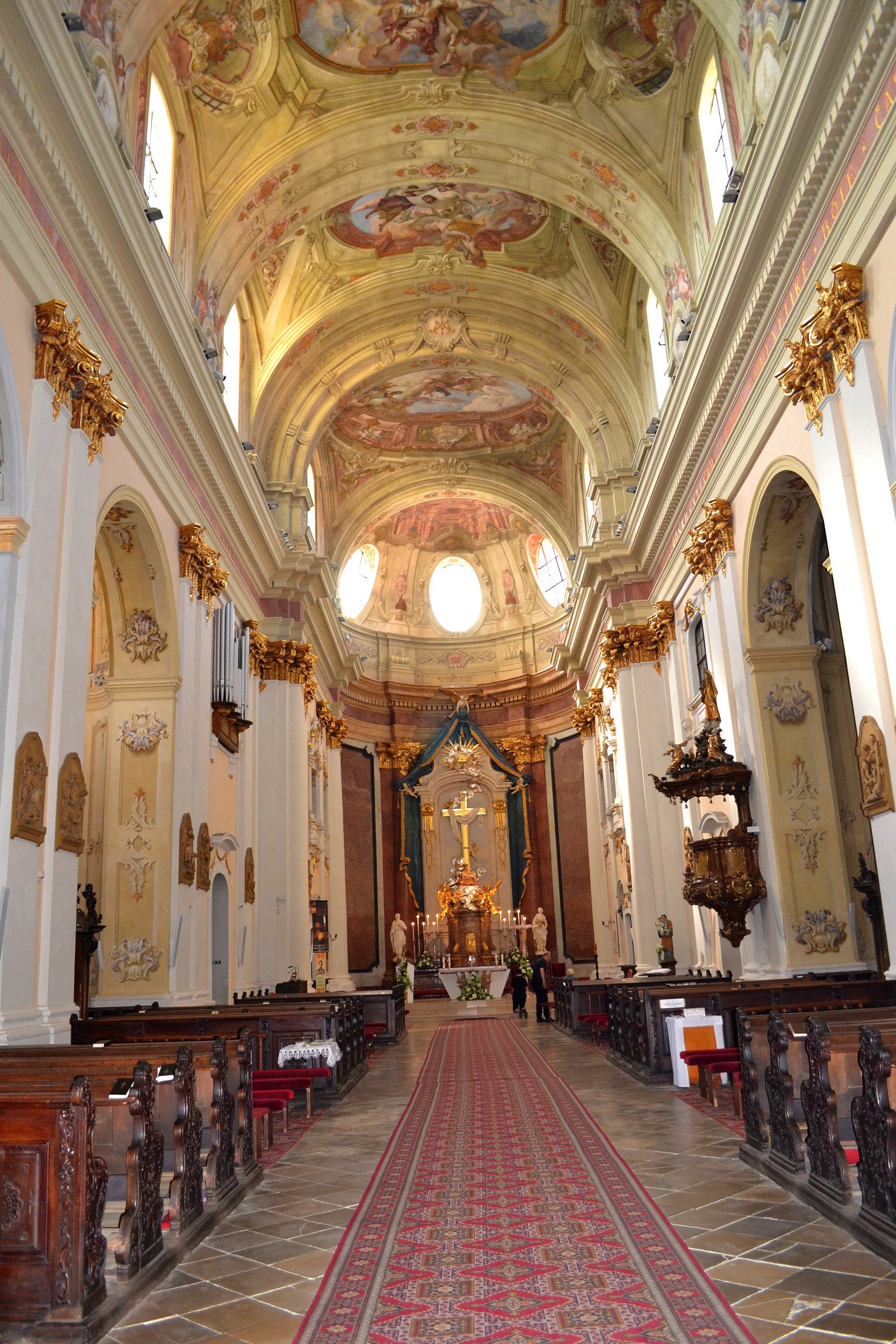
Pohled hlavní lodí
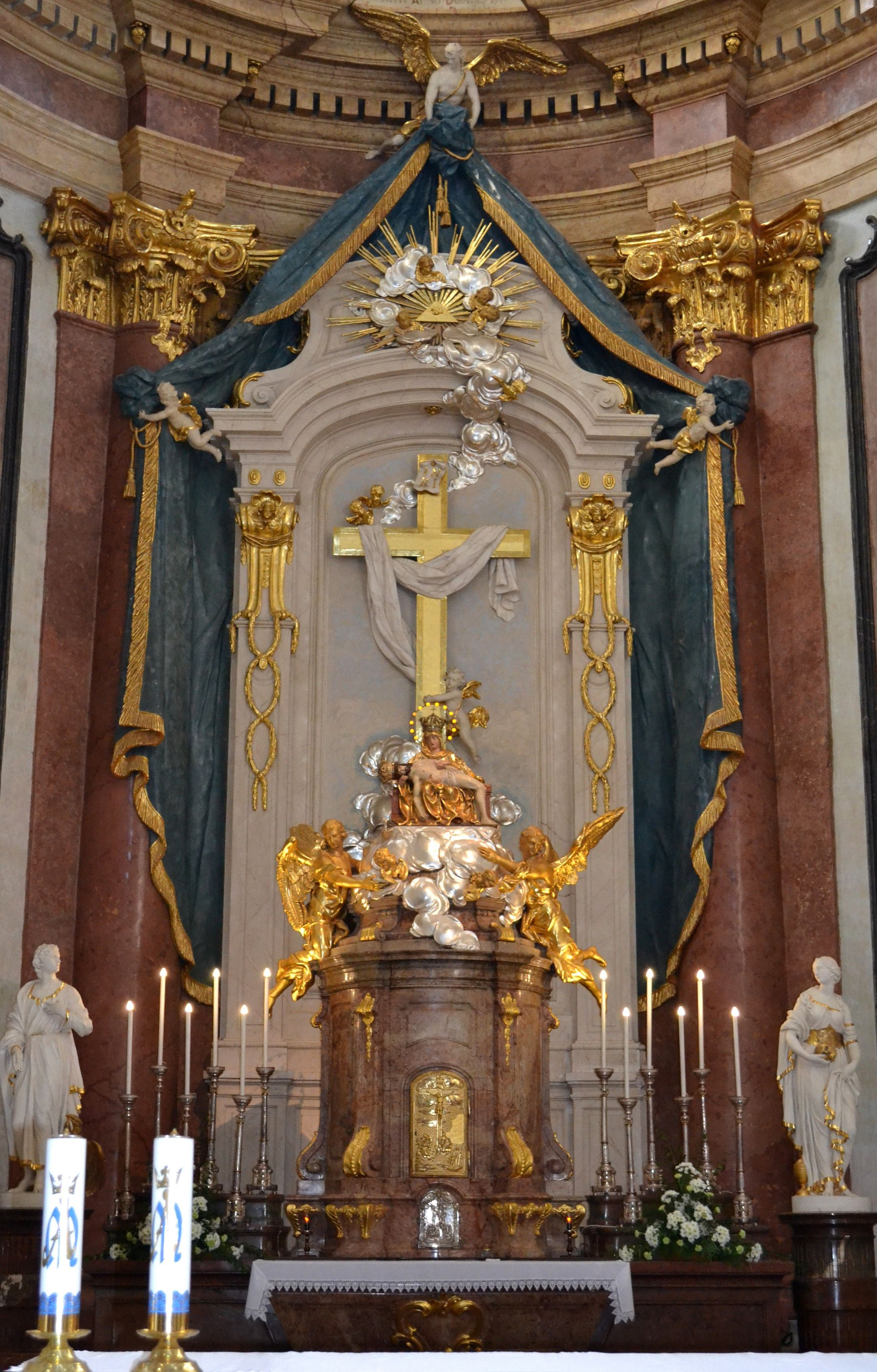
Hlavní oltář so sochou Sedembolestné Panny Márie
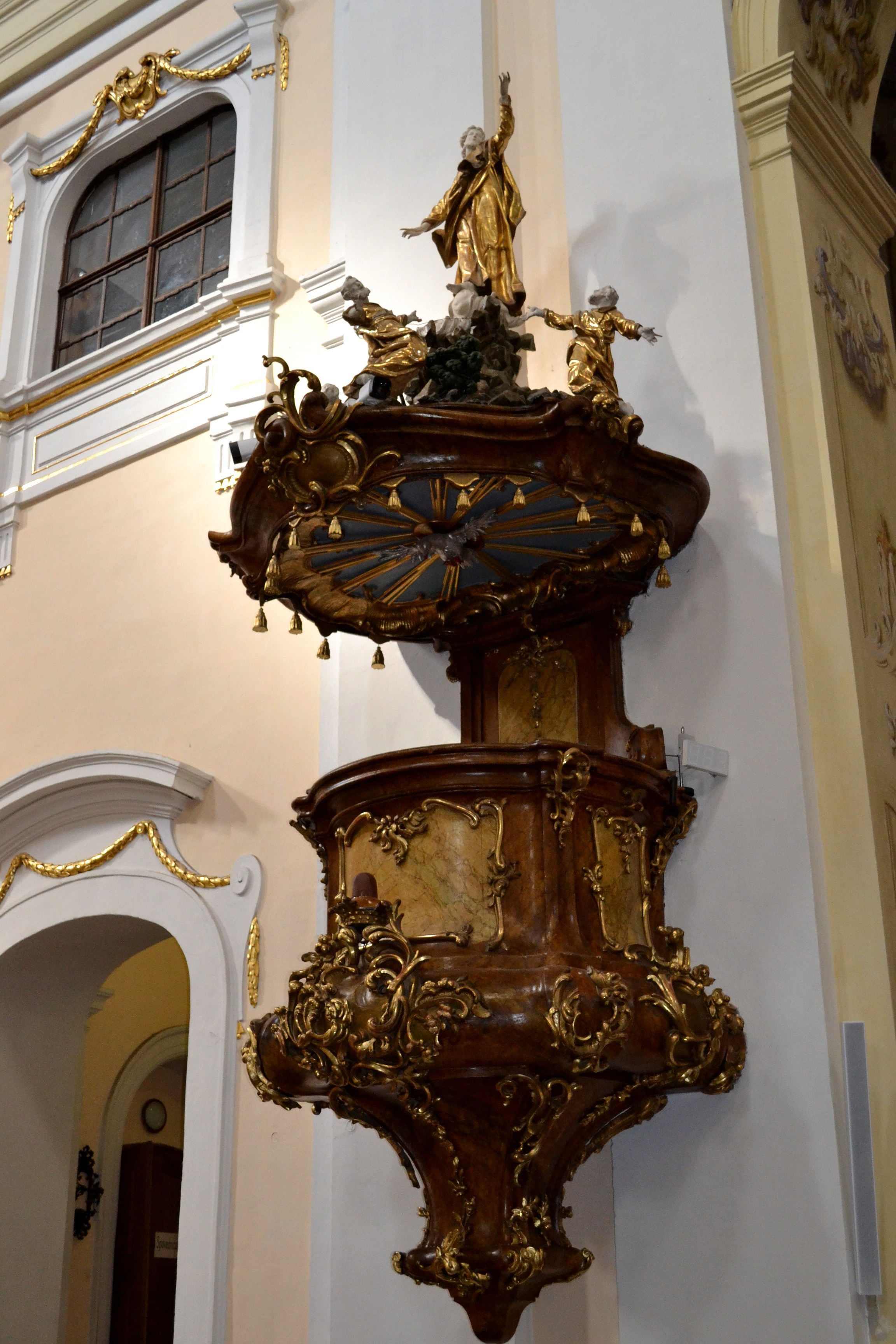
Kazatelna
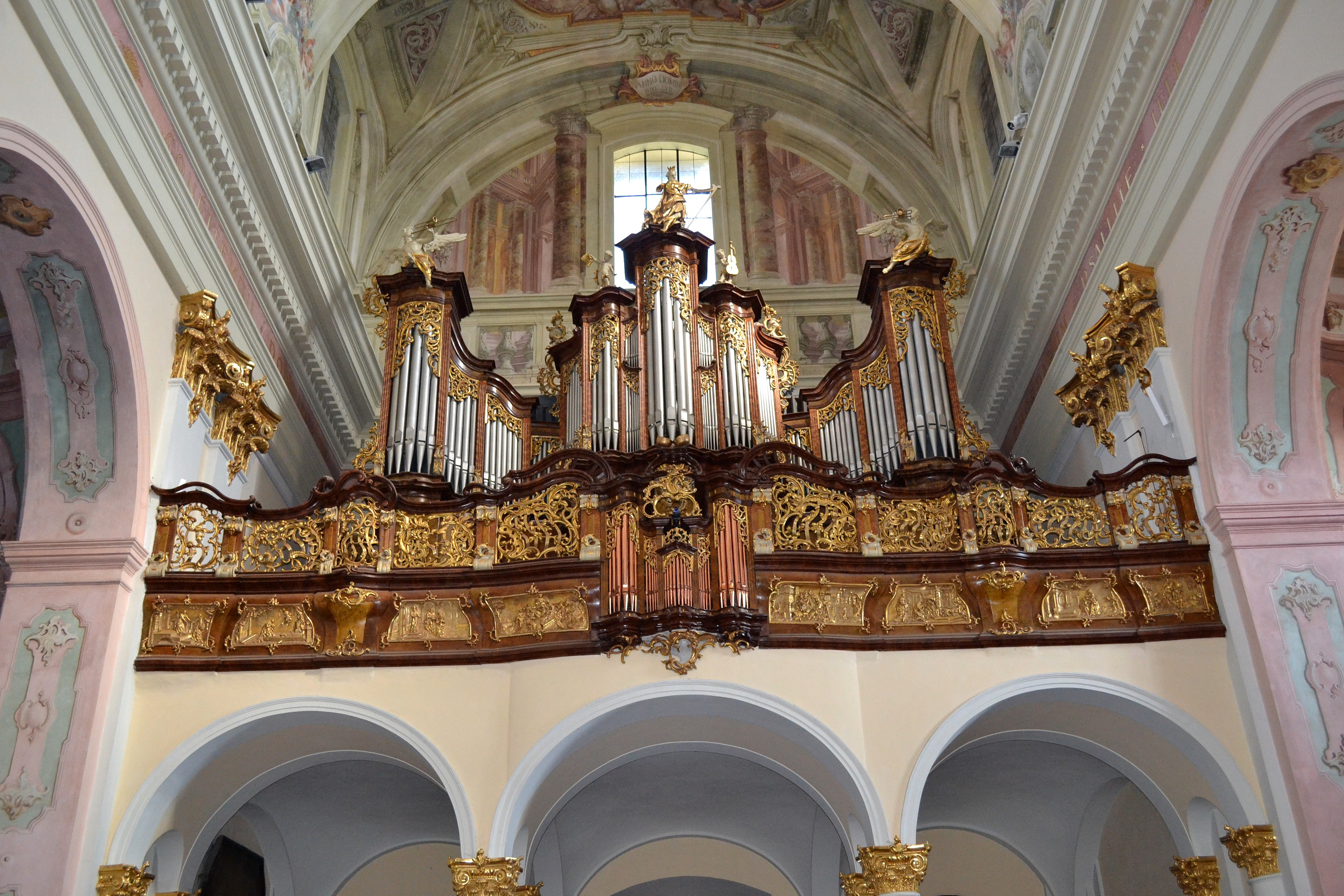
Chór s varhany z roku 1950
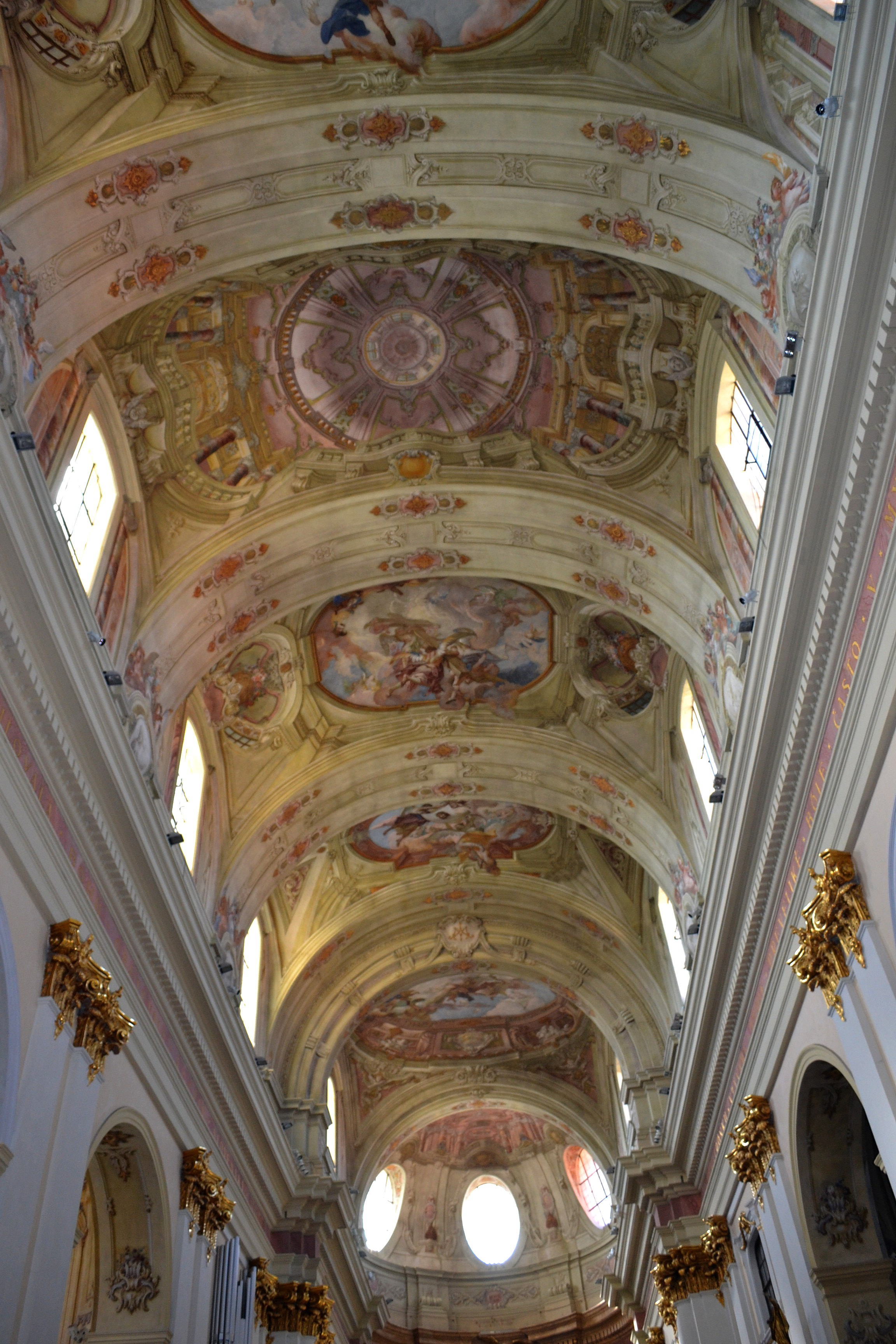
Stropní fresky
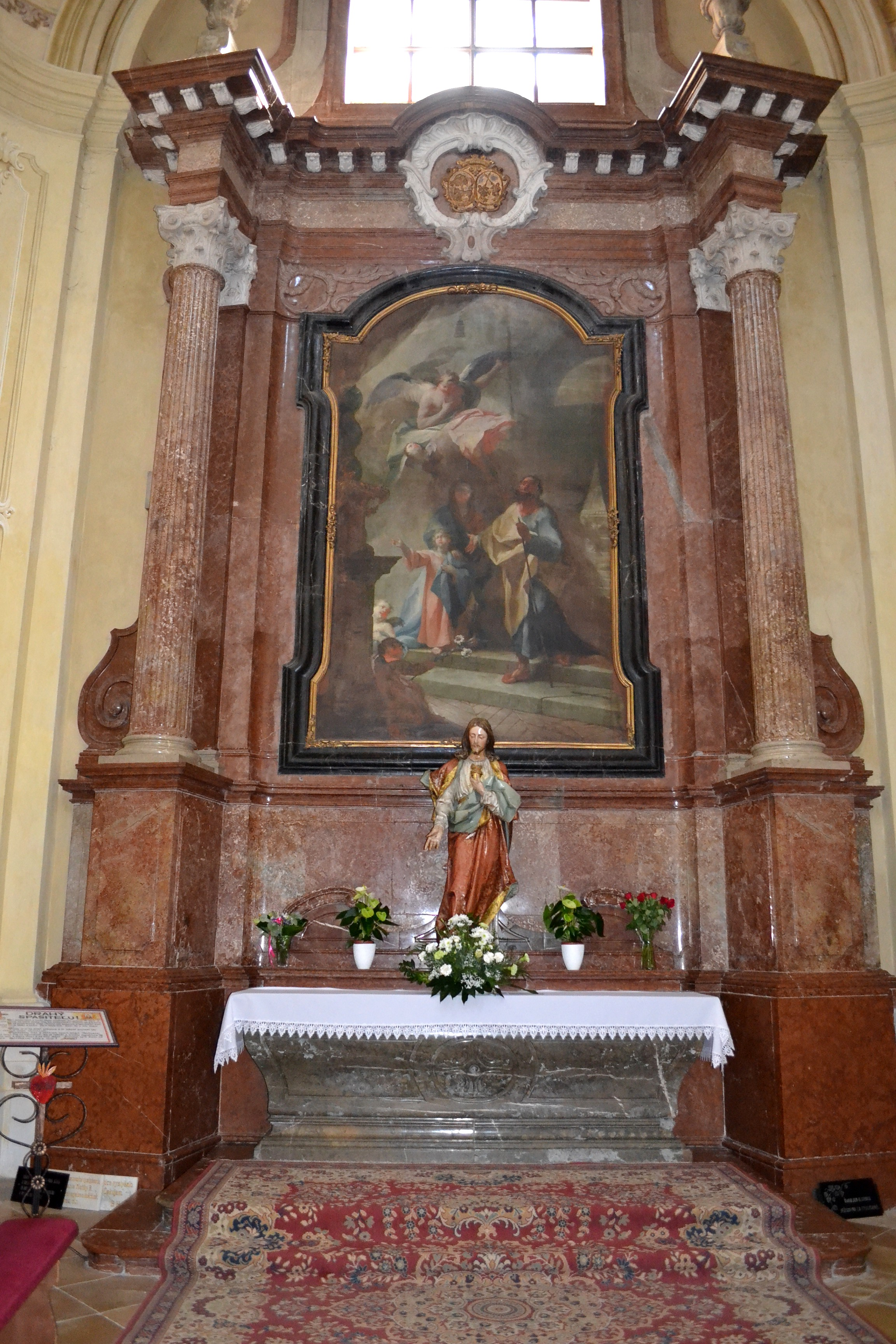
Kaple sv. rodiny, jedna z tří kaplí vlevo
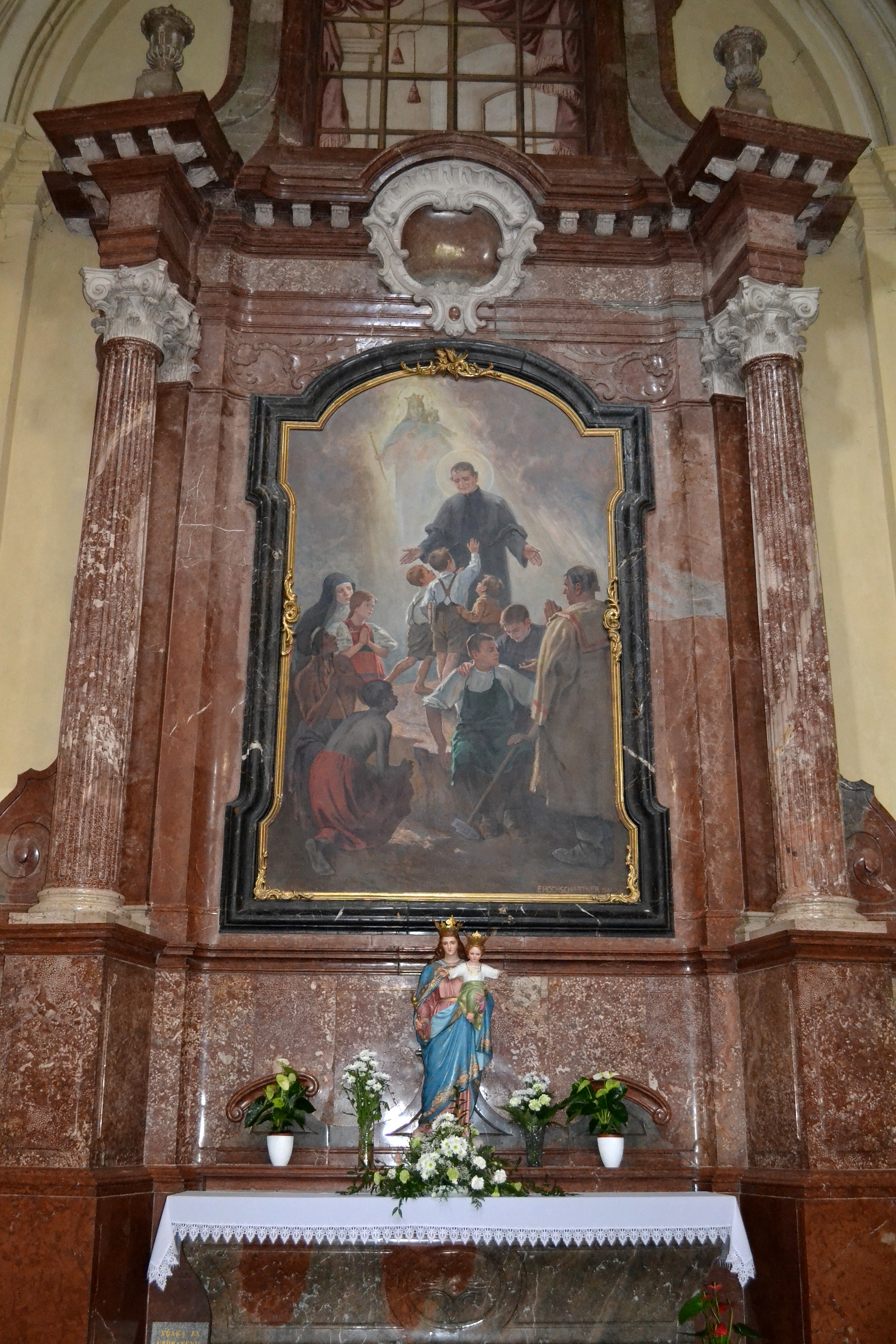
Kaple sv. Jána Bosca, jedna z tří vpravo
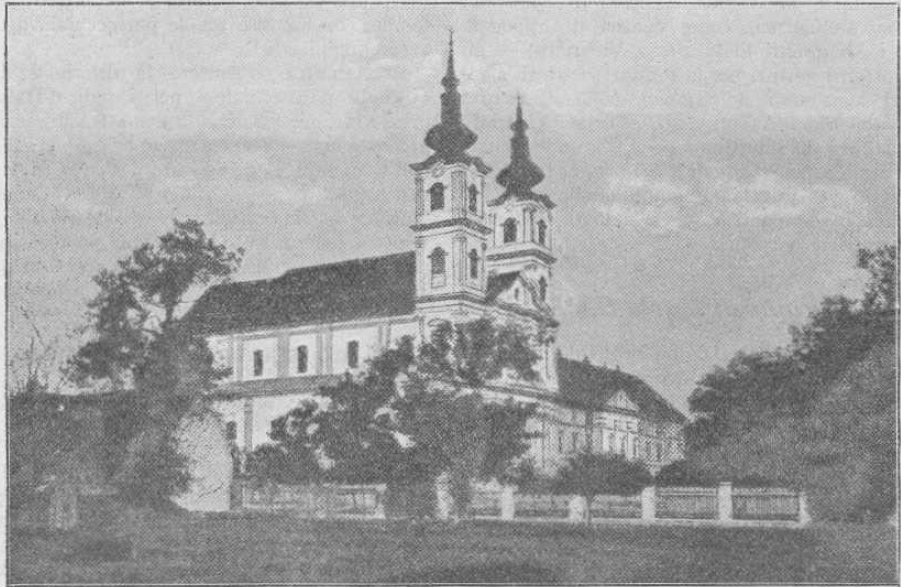
Šaštínska bazilika z roku 1924